# Ölbrunn (Kulmain)
Ölbrunn gehört als eine von 19 Ortschaften zur Gemeinde Kulmain im Landkreis Tirschenreuth.
Geprägt ist Ölbrunn insbesondere durch die Landwirtschaft und die Forstwirtschaft. Im Mittelpunkt der Ortschaft steht die Marienkapelle. Diese hatte im Jahr 2012 ihren 150. Geburtstag, welcher mit einem Festgottesdienst begangen wurde.

## Geschichte
Seit dem 1. Januar 1978 gehört Ölbrunn zur Gemeinde Kulmain. Zuvor gehörte es zur Gemeinde Lenau. Dadurch heißt die Freiwillige Feuerwehr in Ölbrunn nicht `Freiwillige Feuerwehr Ölbrunn` sondern ´Freiwillige Feuerwehr Lenau´.

## Baudenkmäler
- Liste der Baudenkmäler in Ölbrunn